# Heteracris
Heteracris is een geslacht van rechtvleugeligen uit de familie veldsprinkhanen (Acrididae). De wetenschappelijke naam van dit geslacht is voor het eerst geldig gepubliceerd in 1870 door Walker.

## Soorten
Het geslacht Heteracris omvat de volgende soorten:
- Heteracris acuticercus Grunshaw, 1991
- Heteracris adspersa Redtenbacher, 1889
- Heteracris aethiopica Ramme, 1929
- Heteracris annulosa Walker, 1870
- Heteracris antennata Bolívar, 1914
- Heteracris attenuata Uvarov, 1921
- Heteracris brevipennis Bolívar, 1914
- Heteracris buxtoni Uvarov, 1921
- Heteracris calliptamoides Uvarov, 1921
- Heteracris caloptenoides Bolívar, 1914
- Heteracris cinereus Blanchard, 1853
- Heteracris coeruleipennis Uvarov, 1921
- Heteracris coerulescens Stål, 1876
- Heteracris coerulipes Sjöstedt, 1910
- Heteracris concinnicrus Descamps & Wintrebert, 1966
- Heteracris coniceps Walker, 1870
- Heteracris cyanescens Uvarov, 1939
- Heteracris drakensbergensis Grunshaw, 1991
- Heteracris etbaica Ramme, 1928
- Heteracris festae Giglio-Tos, 1893
- Heteracris finoti Bolívar, 1914
- Heteracris glabra Uvarov, 1938
- Heteracris guineensis Krauss, 1890
- Heteracris harterti Bolívar, 1913
- Heteracris hemiptera Uvarov, 1935
- Heteracris herbacea Serville, 1838
- Heteracris hoggarensis Chopard, 1929
- Heteracris iranica Bey-Bienko, 1960
- Heteracris jeanneli Bolívar, 1914
- Heteracris jucundus Carl, 1916
- Heteracris juliea Grunshaw, 1991
- Heteracris leani Uvarov, 1941
- Heteracris lieutaghii Defaut, 1986
- Heteracris littoralis Rambur, 1838
- Heteracris minuta Uvarov, 1921
- Heteracris morbosa Serville, 1838
- Heteracris muscatensis Popov, 1981
- Heteracris nefasitensis Grunshaw, 1991
- Heteracris nigricornis Saussure, 1899
- Heteracris nobilis Brancsik, 1893
- Heteracris notabilis Uvarov, 1942
- Heteracris persa Uvarov, 1933
- Heteracris pictipes Bolívar, 1902
- Heteracris popovi Uvarov, 1952
- Heteracris prasinata Stål, 1876
- Heteracris pterosticha Fischer von Waldheim, 1833
- Heteracris pulcher Bolívar, 1902
- Heteracris pulchripes Schaum, 1853
- Heteracris punctata Uvarov, 1936
- Heteracris puntica Popov, 1981
- Heteracris rantae Uvarov, 1936
- Heteracris reducta Dirsh, 1962
- Heteracris rufitibia Walker, 1871
- Heteracris sabaea Popov, 1981
- Heteracris sikorai Bolívar, 1914
- Heteracris somalica Popov, 1981
- Heteracris speciosa Sjöstedt, 1913
- Heteracris syriaca Brunner von Wattenwyl, 1893
- Heteracris theodori Uvarov, 1929
- Heteracris trimaculata Grunshaw, 1991
- Heteracris vinacea Sjöstedt, 1923
- Heteracris vitticeps Serville, 1838
- Heteracris zolotarevskyi Dirsh, 1962
- Heteracris zulu Grunshaw, 1991